# Данилюк Йосип Миколайович

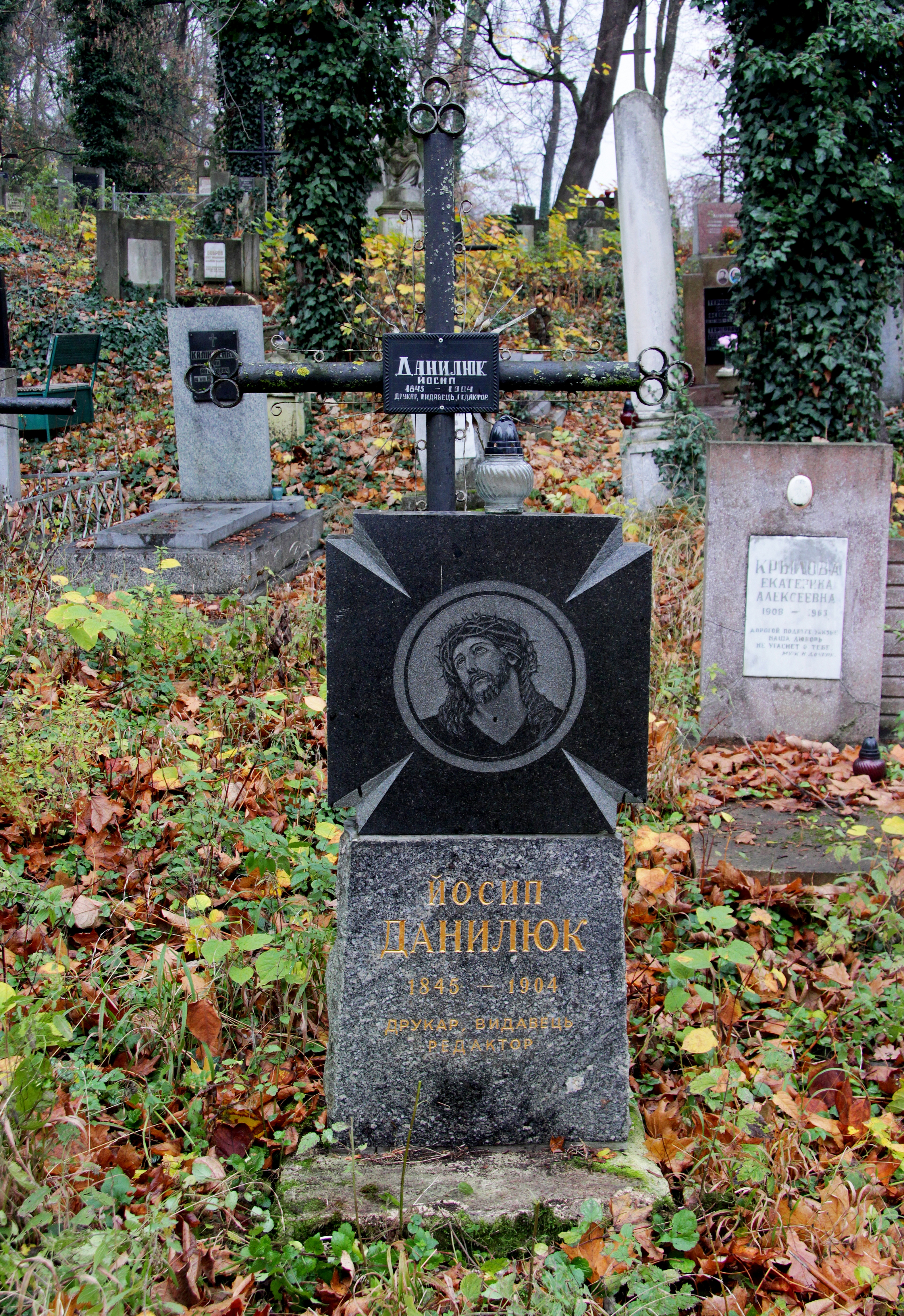

Йосип Миколайович Данилюк (1842, Львів, Австро-Угорщина — 8 (21) лютого 1904, Львів) — громадсько-політичний діяч і видавець Галичини.
Один із засновників та авторів статуту Прогресивного товариства львівських друкарів (1869), його друкованого органу «Czcionkі» (1873). Після того як товариство у 1875 році реорганізувалося в товариство «Ognisko», 18 років входив до його керівного складу.
За його участю у 1891 році було створене наймасовіше культурно-освітнє товариство львівських робітників «Сила», яке об'єднувало робітників різних професій і мало на інші міста філії у містах Галичини: Дрогобич, Коломию, Перемишль, Станіславів, Стрий, Тернопіль.
Був похований на полі № 21 Личаківського цвинтаря . З часом місце поховання було втрачене. Працівниками наукового відділу музею «Личаківський цвинтар» місце могили було визначене . Дирекцією ЛКП «Личаківський цвинтар» на місці поховання Йосипа Данилюка встановленно надмогильний знак.